# Ист Итака (Њујорк)
Ист Итака (енгл. East Ithaca) насељено је место без административног статуса у америчкој савезној држави Њујорк.

## Демографија
По попису из 2010. године број становника је 2.231, што је 39 (1,8%) становника више него 2000. године.
| Група             | 2000.         | 2010.         |
| Белци             | 1.611 (73,5%) | 1.473 (66,0%) |
| Афроамериканци    | 60 (2,7%)     | 106 (4,8%)    |
| Азијати           | 378 (17,2%)   | 452 (20,3%)   |
| Хиспаноамериканци | 78 (3,6%)     | 112 (5,0%)    |
| Укупно            | 2.192         | 2.231         |